# Henri Simonet
Henri François Simonet (Bruxelles, 10 maggio 1931 – Bruxelles, 15 febbraio 1996) è stato un economista e politico belga, esponente del Partito Socialista Belga prima e del Partito Riformatore Liberale poi.
Henry Simonet è stato sindaco di Anderlecht tra il 1966 e il 1984, riuscendo succedendo a Joseph Bracops. Come Bracops, Simonet ha dominato la scena politica locale a tal punto che l'ambizioso Philippe Moureaux si trasferì vicino a Molenbeek-Saint-Jean per perseguire la sua carriera. Nel 1985 Simonet lasciò i socialisti per unirsi al Partito Riformatore Liberale (PRL) dove ha sposato posizioni sempre più atlantiste.
Come sindaco di Anderlecht, Simonet ha saputo svolgere dei notevoli cambiamenti a ciò che era stato in gran parte industriale e della comunità della classe operaia, attirando un nuovo sviluppo sotto forma di Erasmus Ospedale, un ospedale di insegnamento legato all'ULB il cui Consiglio d'amministrazione ne faceva parte lo stesso Simonet.
Christian D'Hoogh succedette a Simonet come sindaco di Anderlecht.
Simonet è stato anche Vice-Presidente della Commissione europea dal 1973 al 1977 e ministro dello sviluppo economico regionale nel 1978 e 1979. 
Sul piano nazionale, Simonet è stato ministro degli affari esteri e prima come ministro dell'economia.
Suo figlio Jacques Simonet, che ha fatto carriera politica nel Partito Riformatore Liberale, fu due volte ministro-presidente della regione Bruxelles-capitale dal 1999 al 2000 e 
2004 e come sindaco di Anderlecht dal 2000 fino alla sua morte nel 2007. Sono sepolti insieme nel cimitero di Anderlecht.

## Formazione e carriera accademica
Simonet era originario di una famiglia modesta e poco impegnata politicamente.
Simonet studiò giurisprudenza ed economia all'Université libre de Bruxelles, e dopo la laurea studiò alla Columbia University.
Nel 1956 divenne assistente di economia presso l'ULB e due anni dopo professore ordinario di scienze economiche applicate e finanza pubblica presso la stessa università. Dal 1958 al 1959 Simonet fu consulente finanziario presso l'Istituto nazionale di studio per lo sviluppo del Basso Congo.

## Carriera politica
Nel 1959 Simonet si iscrisse al Partito socialista. Nel 1961 venne nominato capo di gabinetto del ministro dell'economia Antoine Spinoy e rimase capo di gabinetto di Spinoy quando nel 1965 costui venne nominato vice primo ministro.
Nel 1964 Simonet venne eletto consigliere comunale ad Anderlecht nella lista del Partito socialista e fu nominato assessore all'urbanistica e all'edilizia sociale. Nel giugno 1966 divenne sindaco della città.
Nel 1966 venne eletto membro della Camera dei rappresentanti, di cui fece parte fino al gennaio 1973. Dal 1968 al 1971 fu presidente del consiglio di amministrazione dell'ULB. Il 20 gennaio 1972 Simonet venne nominato ministro degli affari economici nell'ambito del governo Eyskens IV.
All'inizio del 1973 Simonet entrò in carica come commissario europeo per la fiscalità e l'energia nell'ambito della Commissione Ortoli, di cui era anche uno dei vicepresidenti. Come commissario per l'energia, Simonet si occupò della crisi energetica scoppiata nel 1973. Dopo che Cesidio Guazzaroni subentrò ad Altiero Spinelli come commissario europeo dell'Italia il 13 luglio 1976 vi fu una modifica delle deleghe: Simonet cedette a Guazzaroni la delega alla fiscalità, mentre la delega di Spinelli alla politica Industriale e tecnologica venne divisa, e per la parte relativa all'acciaio venne assegnata a Simonet. Simonet svolse l'incarico di commissario europeo fino al gennaio 1977.
Nel giugno 1977 Simonet tornò a far parte della Camera dei rappresentanti e da allora fino al maggio 1980 fu ministro degli esteri nei governi Tindemans IV, Vanden Boeynants II e Martens I e II. Tra 1977 e 1984 fu anche nuovamente sindaco di Anderlecht.
Nei primi anni Ottanta Simonet si ritrovò progressivamente isolato all'interno del Partito socialista. Si oppose fortemente alle riforme istituzionali in senso federale e appoggiò, in dissenso con il suo partito, il posizionamento di missili strategici a Florennes. Nel 1984 Simonet decise di lasciare il Partito socialista, si dimise dalle cariche di parlamentare e sindaco e annunciò il ritiro dalla vita politica. L'anno successivo decise però di presentarsi nuovamente alle elezioni, e fu eletto deputato per conto del Partito Riformatore Liberale. Nel 1988 divenne membro del Senato, poi si candidò come sindaco di Bruxelles, ma fallì e si ritirò effettivamente dalla vita politica.
Simonet è ricordato come un personaggio politico controverso, molto amato da alcuni e odiato da altri.

## Pubblicazioni
- H. Simonet, La formation du capital dans les pays sous-développés et l'assistance financière étrangère (Bruxelles: Université Libre, 1959).
- H. Simonet, "Energy and the Future of Europe", in Foreign Affairs, aprile 1975.
- H. Simonet, Je n'efface rein et je recommence (Didier Hatier, 1986).